# خوآکین باسکس

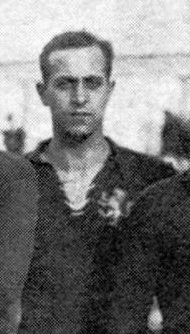
خوآکین باسکس - المپیک تابستانی ۱۹۲۰

خوآکین باسکس (اسپانیایی: Joaquín Vázquez‎; ۲۶ اوت ۱۸۹۷ – ۲۱ اکتبر ۱۹۶۵) بازیکن فوتبال اهل اسپانیا بود.
از باشگاه‌هایی که در آن بازی کرده‌است می‌توان به باشگاه فوتبال دپورتیوو لاکرونیا اشاره کرد.